# Campylocera rufina
Campylocera rufina är en tvåvingeart som beskrevs av Mario Bezzi 1916. Campylocera rufina ingår i släktet Campylocera och familjen Pyrgotidae. Inga underarter finns listade i Catalogue of Life.